# さらば青春、されど青春。
『さらば青春、されど青春。』（さらばせいしゅん されどせいしゅん）は、幸福の科学出版製作による2018年5月12日公開の実写日本映画。

## 概要
幸福の科学の劇場映画としては第12作。幸福の科学総裁の大川隆法が製作総指揮、大川隆法の長男大川宏洋が主役、ヒロイン役を演じる千眼美子こと清水富美加の女優復帰作。前作・前々作はニュースター・プロダクションの製作であったが、本作より以降は幸福の科学出版製作となった。配給は日活、配給協力は東京テアトル。
2017年7月12日に製作発表、監督は赤羽博。
2017年12月1日マスコミにキービジュアルなどの情報が公開された。また主役・ヒロイン役の俳優らのコメントも公表された。
2018年3月15日、映画公開日が決定し、予告編動画が解禁された。
配給：日活、配給協力：東京テアトル。

### 公開
2018年5月12日、日本国内170スクリーンで公開。初日の舞台挨拶は、シネマート新宿で行われた。

### 映画動員ランキング
興行通信社調べによる日本全国週末映画動員ランキング
- 第1週目、2018年5月12日・13日で、第5位[12][13][14]。
- 第2週目、5月19日・20日で、第9位[15][16][17]。
- 第3週目、5月26日・27日では11位以下のランク外[18]。
- 第4週目、6月2日・3日で、第8位[19]。

## ストーリー
昭和50年代初期の東京で、故郷を離れて名門大学「東城大学」に進学した中道真一は、真面目な性格で高い志を胸に抱き勉学に励んでいた。その性格から一途に朴訥に勉強に励むが、司法試験には落ちてしまう。その後大手商社に就職を決め卒業間近のある日、霊的覚醒を体験して、神々をはじめ高級霊とのコンタクトが始まった。
就職した真一は、将来を期待されるエリート街道を進んでおり、入社２年目にはニューヨーク支社への研修派遣から実績を認められ正規駐在員の要請が出る。しかし真一はその要請を辞退し日本に帰国する。その後幹部養成の道として名古屋支社への勤務を命じられる。そんなある日、真一は同じ支社に勤める都会的に洗練された女性・額田美子と運命的な出会いをし、次第に惹かれあい2人は恋に落ちる。

## キャスト
中道 真一
演 - 大川宏洋、少年時代の真一 - 片桐隼哉
志を高く持ち勉学に励む青年。名門大学「東城大学」に進学し上京する。真面目な努力家で大学時代を過ごし、卒業後は 大手商社「康豊（やすとよ）商事」に就職し将来を嘱望されるエリートの道を進んでいたが、霊的覚醒を機に様々な困難が彼を襲うことになる。入社2年目にはニューヨーク支社への研修派遣を命じられるが、持ち前の熱意で困難を克服し、高評価を得て正式なニューヨーク駐在勤務を推薦される。しかしそれを断り1年間でニューヨーク勤務を終了し帰国して名古屋支社に勤務することになる。この名古屋で額田美子と出会うことになる。
額田 美子（ぬかた よしこ）
演 - 千眼美子
中道真一と同じ会社の名古屋支社のOL。同僚からは「難攻不落の額田美子」と言われるほどの高嶺の花。真一に思いを寄せ付き合うことに。
中道　忠正
演 - 石橋保
中道真一の父。故郷徳島県の畜産課の職員として働くが、定年で退職する。真一の理解者の一人として、書籍の出版に奔走し、その使命実現にも尽力する。
中道　君恵
演 - 芦川よしみ
中道真一の母。自宅で開業していた理容師であったが、真一の就職後は廃業し主婦業に専念。
中道　誠也
演 - 龍輝
中道真一の兄。成績優秀で、関西の名門大学を卒業後、実家に戻り事業を始める。
南 理沙
演 - 長谷川奈央
中道真一の大学時代の学友。法曹関係の良家の才媛で、神秘的な雰囲気を持つ。
南 理沙の父
演 - 佐野元哉
最高裁裁判官・弁護士を歴任する。
南 理沙の母
演 - 大島さと子

平野 和彦
演 - 梅崎快人
中道真一の大学時代の学友。真一と同様に地方からの上京者。
山下 俊樹
演 - 伊良子未來
中道真一の大学時代の学友。企業経営者の息子で、流行に敏感な性格でアイビールックを好む。
篠田 教授
演 - 石見泰介
東城大学の教授。中道真一の所属するゼミの指導教官。真一の論文に「マチュアーですね」と高い評価をだす。
都市銀行の一つ東都銀行の採用担当、役名未公表
演 - 木下ほうか
東都銀行で、採用の担当をし、中道真一の面接を行う。
喫茶店のマスター
演 - 山田明郷
勉学に励む中道真一を良く思い応援する。
寺田 利則
演 - 日向丈
中道真一の仕事の上司。商社「康豊商事」東京本社所属だが、真一より一足先にニューヨーク勤務をする。
間島 太
演 - 野久保直樹
中道真一の仕事の先輩。商社「康豊商事」
神岡 聡一郎
演 - 京本政樹
商社「康豊商事」東京本社、常務取締役。中道真一の働きぶりから将来の社長候補と彼を好評価する。
商社「康豊商事」東京本社 部長役、役名未公表
演 - 大浦龍宇一
中道真一の所属する部署、商社「康豊商事」東京本社の部長。
商社「康豊商事」名古屋支社資金課長役、役名未公表
演 - ビートきよし
資金課の課長で、額田美子と中道真一の仲をみて、おどろく。
菅野 博信
演 - 高杉亘
商社「康豊商事」名古屋支社の部長。名古屋での真一の上司。神岡常務から真一の指導をまかされている。
凛子
演 - 希島凛
商社「康豊商事」名古屋支社のOL。美子の同僚。赴任してきた中道真一を額田美子と話題にする。
商社「康豊商事」名古屋社員寮の寮母
演 - 小林麻子

商社「康豊商事」ニューヨーク支社の支社長役、役名未公表
演 - 長谷川公彦
ニューヨーク支社の支社長。中道真一の成長を評価し、彼の正式なニューヨーク駐在勤務を欲する。
商社「康豊商事」ニューヨーク支社の課長役、役名未公表
演 - 岡崎宏
商社「康豊商事」ニューヨーク支社の課長。
アリシア・ドレフュス
演 - Bibi
商社「康豊商事」ニューヨーク支社の社員。真一に思いを寄せる。

## スタッフ
- 制作総指揮・原案：大川隆法
- 監督：赤羽博
- 総合プロデューサー：松本弘司、佐藤直史（IRH Press Co.,Ltd.）
- プロデューサー：竹内久顕、三觜智大、橋詰太奉
- ラインプロデューサー：高橋政彦
- 脚本原案：大川裕太
- 脚本協力：赤羽博、松本弘司
- 音楽：水澤有一
- 撮影：木村弘一 (J.S.C.)
- 照明：椎野茂
- 録音：佐藤公章
- 整音：阿部茂
- 美術：北谷岳之
- 記録：今井文子
- 監督補：樹木雅彦
- 助監督：小松真一
- スケジューラー：細川光信
- 制作担当：高橋喜久雄
- 視覚効果：松本肇
- 編集：山田典久
- サウンドデザイン：石井和之
- 音響効果：楳内日呂睦
- 衣装：南啓太
- ヘアメイク：小野かおり
- キャラクターデザイン造形：百武朋
- 制作主任：幡野英二、守田健二、清水貴紀
- スタジオエンジニア：大野誠、中村未來
- スタジオコーディネート：湯浅義明
- VFXプロデューサー：村上優悦（スタジオ・バックホーン）
- ラボコーディネーター：泉有紀
- カラーリスト：菅井隆雄
- オンラインエディター：阿部理
- 製作：幸福の科学出版
- 制作プロダクション：ジャンゴフィルム
- 製作表力：ニュースター・プロダクション、ARI Production
- 配給：日活
- 配給協力：東京テアトル

## 主題歌・挿入歌

### 主題歌
「眠れぬ夜を超えて」
作詞・作曲：大川隆法
歌：千眼美子

### 挿入歌
「さらば青春、されど青春。」
作詞・作曲：大川隆法
歌：LIGHT、小原ゆかり
「THE FIGHTER IN NEW YORK」
作詞・作曲：大川隆法
歌：トクマ
「“AWAKENING” （覚醒）」
作詞・作曲：大川隆法
歌：Michael James
「HIKARI」
作詞：大川隆法
作曲・歌：大川咲也加
神示：天照大神
編曲：水澤有一

## 音楽ソフト
- CD『眠れぬ夜を超えて』

収録曲：
1. 眠れぬ夜を超えて
2. 眠れぬ夜を超えて（Instrumental）
レーベル：ARI Production → ARI MUSIC（発売後に修正）
型番： C 456
発売日：2018年4月25日
EAN 4582316050833、JAN 4582316050833、ASIN B07BT4LVZ1
- CD + DVD セット『 HIKARI 』

収録曲： Total Time 17分
CD：1. HIKARI
2. HIKARI―映画『さらば青春、されど青春。』ver.
3. HIKARI (Instrumental)
4. HIKARI―映画『さらば青春、されど青春。』ver. (Instrumental)
DVD：Music Video "HIKARI"  time 4分
レーベル：幸福の科学出版
型番： W 061
発売日：2017年8月2日
EAN 4582316050765、JAN 4582316050765、ASIN B0749JWF34
- CD『 HIKARI 』

収録曲： Total Time 17分
CD：1. HIKARI
2. HIKARI―映画『さらば青春、されど青春。』ver.
3. HIKARI (Instrumental)
4. HIKARI―映画『さらば青春、されど青春。』ver. (Instrumental)
レーベル：幸福の科学出版
型番： C 434
発売日：2017年8月2日
EAN 4582316050758、JAN 4582316050758、ASIN B0749LRX6T
- CD『映画「さらば青春、されど青春。」オリジナル・サウンドトラック』

収録曲：35曲 、収録時間：63分55秒
1. 救世主降誕 ……………………………………… 1:06
2. さらば青春、されど青春。メインタイトル … 0:50
3. 未来につながるレール ………………………… 1:54
4. 大学生活 ………………………………………… 1:59
5. 雪降る喫茶店 …………………………………… 1:15
6. 真一の恋 ………………………………………… 1:35
7. ラブレター ……………………………………… 0:58
8. 理沙の思い ……………………………………… 1:20
9. 思想家への道 …………………………………… 0:30
10. たゆまぬ努力 …………………………………… 2:41
11. HIKARI　………………………………………… 3:36
12. 挫折 ……………………………………………… 1:01
13. 家族の愛と気づき ……………………………… 2:46
14. 反省と新生の決意 ……………………………… 2:48
15. 梵天勧請 ………………………………………… 2:17
16. “AWAKENING”（覚醒） ……………………… 2:13
17. 霊道現象 ………………………………………… 2:01
18. THE FIGHTER IN NEW YORK ……………… 3:09
19. マンハッタンの苦悩 …………………………… 1:13
20. ありがとう、ニューヨーク〜帰国 …………… 0:34
21. 出会い …………………………………………… 2:23
22. 使命への躊躇い ………………………………… 0:56
23. ランチの誘い …………………………………… 0:28
24. 母の不安 ………………………………………… 0:47
25. 名古屋城が見える公園 ………………………… 0:57
26. 瞳の奥の本心 …………………………………… 1:18
27. ヒーリング・奇跡 ……………………………… 1:29
28. 書店で …………………………………………… 2:01
29. 窓の中のクリスマスツリー …………………… 1:15
30. 迷い ……………………………………………… 5:06
31. 降魔 ……………………………………………… 1:49
32. すべてを捨てて ………………………………… 1:05
33. 救世主立つ ……………………………………… 1:04
34. さらば青春、されど青春。 …………………… 5:08
35. 眠れぬ夜を超えて movie ver.………………… 2:22

レーベル：幸福の科学出版
型番： C 459
発売日：2018年5月12日
EAN 4582316050840、JAN 4582316050840、ASIN B07FDTF4BC

## 映像ソフト
2022年現在、発売されていない。
なお、リニューアル映画『夜明けを信じて。』が製作され、2020年10月に公開された。